# كريستوفر بول
كريستوفر بول (بالإنجليزية: Christopher Poole)‏ هو رائد أعمال وعالم حاسوب أمريكي، ولد في 1988 في نيويورك في الولايات المتحدة.

## وصلات خارجية
- كريستوفر بول على موقع IMDb (الإنجليزية)
- الموقع الرسمي